# Pavló Filipóvich
Pavló Petróvich Filipóvich, en ucraniano: Павло́ Петро́вич Филипо́вич, (Kaitánivka, 20 de agostojul./ 1 de septiembre de 1891greg. - Sandarmoj, 3 de noviembre de 1937) fue un escritor, crítico literario y traductor ucraniano. Pertenecía al Renacimiento fusilado, una generación de escritores de la RSS de Ucrania ejecutados durante las purgas estalinistas.

## Vida
Pavló Filipóvich nació en la familia de un sacerdote, en el pueblo de Kaitánivka, cerca de Katerynópil en lo que ahora es el óblast de Cherkasy, en Ucrania. Se graduó con honores en la Escuela secundaria Pavló Galagán (Колегія Павла Ґалаґана) de Kiev en 1910. Posteriormente estudió Derecho hasta 1915, luego Filología eslavo-rusa en la Universidad Vladímir en Kiev. A partir de 1917, Filipóvich trabajó como profesor particular y desde 1933 como profesor de Historia literaria en la Universidad de Kiev. Fue miembro asociado de la Academia de Ciencias de Ucrania, así como secretario de su sociedad histórico-literaria.
Publicó sus primeros poemas en revistas en ruso en 1910 bajo el seudónimo Pável Sórev. Después de la Revolución de Octubre de 1917, Filipóvich comenzó a escribir en ucraniano. En la década de 1920,  fue miembro del grupo de artistas llamado Neoclásicos ucranianos, junto con Mikola Zerov, Yuri Klen, Mijailo Drai-Jmara y Maksym Rylsky.
En 1935, Filipóvich fue arrestado y en 1936 sentenciado a 10 años de prisión y confiscación de sus bienes por el Tribunal Militar del Distrito Militar de Kiev en una audiencia a puerta cerrada. Fue llevado al Gulag en las islas Solovetski. El 9 de octubre de 1937, fue finalmente condenado a muerte por un tribunal especial de la NKVD sin dar razón alguna y fue ejecutado de un tiro en noviembre de 1937 en el vigésimo aniversario de la Revolución de Octubre de 1917.

## Obra
Como filólogo escribo una biografía de Yevgueni Baratynski, Жизнь и творчество Е. Баратынского [La vida y obra de E. A. Baratynski] (1917). Fue su primera gran obra de investigación. En total fue autor de más de cien artículos de investigación. Sus estudios se centraron en la vida de Tarás Shevchenko y el romanticismo  ucraniano.
Durante su pertenencia al grupo literario neoclásico publicó dos colecciones de poemas, Земля і вітер [Tierra y viento] (1922) y  Простір [Espacio] (1925).